# Tobias Slotsager
Tobias Slotsager (* 1. ledna 2006) je dánský profesionální fotbalista, který hraje na pozici středního obránce za klub Odense BK.

## Klubová kariéra
Slotsager se narodil v Morudu, předměstí Odense, kde začal hrát fotbal za Morud IF. Slotsager, který původně působil jako ofenzivní záložník a útočník, se stal slibným středním obráncem poté, co ve 13 letech vstoupil do akademie Odense BK (OB). V den svých 15. narozenin podepsal s klubem tříletou smlouvu.
Ve věku pouhých 16 let debutoval Slotsager 21. května 2022 proti Vejle Boldklub, kdy dostal 11 minut na hřišti. Dne 12. srpna 2022 podepsal svou první profesionální smlouvu s OB.
Poté, co zaujal na tréninkovém kempu v zimní přestávce sezóny 2022/23, vyrostl Slotsager v rozehrávače obrany OB. Dne 11. října 2023 byl anglickým deníkem The Guardian označen za jednoho z nejlepších hráčů na světě narozených v roce 2006.

## Reprezentační kariéra
Dne 17. září 2021 debutoval v reprezentaci Dánska do 16 let při remíze 1:1 v přátelském utkání proti Portugalsku v Koldingu. Za tým U16 odehrál dva zápasy. V srpnu 2022 začal Slotsager hrát za dánský národní tým do 17 let.

## Statistiky
Platí k zápasu hranému 26. května 2024.
| Klub              | Sezóna            | Liga              | Liga   | Liga | Národní pohár | Národní pohár | Kontinentální | Kontinentální | Ostatní | Ostatní | Celkově | Celkově |
| Klub              | Sezóna            | Soutěž            | Zápasy | Góly | Zápasy        | Góly          | Zápasy        | Góly          | Zápasy  | Góly    | Zápasy  | Góly    |
| ----------------- | ----------------- | ----------------- | ------ | ---- | ------------- | ------------- | ------------- | ------------- | ------- | ------- | ------- | ------- |
| OB                | 2021/22           | Superligaen       | 1      | 0    | 0             | 0             | —             | —             | —       | —       | 1       | 0       |
| OB                | 2022/23           | Superligaen       | 12     | 0    | 0             | 0             | —             | —             | —       | —       | 12      | 0       |
| OB                | 2023/24           | Superligaen       | 30     | 1    | 1             | 0             | —             | —             | —       | —       | 31      | 1       |
| Celkově v kariéře | Celkově v kariéře | Celkově v kariéře | 43     | 1    | 1             | 0             | 0             | 0             | 0       | 0       | 44      | 1       |